# GPR55
GPR55 (англ. G protein-coupled receptor 55) – білок, який кодується однойменним геном, розташованим у людей на короткому плечі 2-ї хромосоми.  Довжина поліпептидного ланцюга білка становить 319 амінокислот, а молекулярна маса — 36 637.
| 10         |  | 20         |  | 30         |  | 40         |  | 50         |
| ---------- |  | ---------- |  | ---------- |  | ---------- |  | ---------- |
| MSQQNTSGDC |  | LFDGVNELMK |  | TLQFAVHIPT |  | FVLGLLLNLL |  | AIHGFSTFLK |
| NRWPDYAATS |  | IYMINLAVFD |  | LLLVLSLPFK |  | MVLSQVQSPF |  | PSLCTLVECL |
| YFVSMYGSVF |  | TICFISMDRF |  | LAIRYPLLVS |  | HLRSPRKIFG |  | ICCTIWVLVW |
| TGSIPIYSFH |  | GKVEKYMCFH |  | NMSDDTWSAK |  | VFFPLEVFGF |  | LLPMGIMGFC |
| CSRSIHILLG |  | RRDHTQDWVQ |  | QKACIYSIAA |  | SLAVFVVSFL |  | PVHLGFFLQF |
| LVRNSFIVEC |  | RAKQSISFFL |  | QLSMCFSNVN |  | CCLDVFCYYF |  | VIKEFRMNIR |
| AHRPSRVQLV |  | LQDTTISRG  |  |            |  |            |  |            |

A: Аланін

C: Цистеїн

D: Аспарагінова кислота

E: Глутамінова кислота

F: Фенілаланін

G: Гліцин

H: Гістидин

I: Ізолейцин

K: Лізин

L: Лейцин

M: Метіонін

N: Аспарагін

P: Пролін

Q: Глутамін

R: Аргінін

S: Серин

T: Треонін

V: Валін

W: Триптофан

Кодований геном білок за функціями належить до рецепторів, g-білокспряжених рецепторів, білків внутрішньоклітинного сигналінгу. 
Задіяний у такому біологічному процесі як поліморфізм. 
Локалізований у клітинній мембрані, мембрані.